# ナジソン・ロドリゲス・デ・ソウザ
ナジソン・ロドリゲス・デ・ソウザ（Nadson Rodrigues de Souza、1981年1月30日 - ）は、ブラジル出身の元サッカー選手。ポジションはフォワード。
Kリーグ時代の登録名はナドソン（ハングル: 나드손）、Jリーグ時代の登録名はナジソン。

## 来歴
ヴィトーリア在籍中に4回のバイーア州選手権優勝を経験し、2003年にはバイーア州選手権得点王も獲得した。同年7月にはU-23ブラジル代表の一員として、2003 CONCACAFゴールドカップに出場した。
2003年途中からは韓国・Kリーグの水原三星ブルーウィングスに移籍。2004年のリーグ優勝に貢献して、ナジソンは外国人選手として初となる年間MVPに輝いた。2006年8月から同年末まではブラジルのコリンチャンスに短期間在籍。2007年はまた水原に戻っている。
2008年8月、Jリーグのベガルタ仙台に完全移籍で加入したが、2009年にヴィトーリアに復帰。

## 所属クラブ
- ECヴィトーリア 1999-2003
- 水原三星ブルーウィングス 2003-2006
- SCコリンチャンス・パウリスタ 2006（レンタル移籍）
- 水原三星ブルーウィングス 2007
- ベガルタ仙台 2008.8-2008.12
- ECヴィトーリア 2009
- ECバイーア 2009
- スポルチ・レシフェ 2010
- ECジャクイペンセ 2011
- アメリカ-RN 2011
- アル・シャマルSC 2012
- ECジャクイペンセ 2012-2013
- ECイピランガ 2013
- サン・マテウス 2014
- ECジャクイペンセ 2015
- ウニオン・レクレアチーヴァ・ドス・トラバリャドレス 2016

## 個人成績
| 国内大会個人成績 | 国内大会個人成績 | 国内大会個人成績 | 国内大会個人成績 | 国内大会個人成績 | 国内大会個人成績 | 国内大会個人成績 | 国内大会個人成績 | 国内大会個人成績 | 国内大会個人成績 | 国内大会個人成績 | 国内大会個人成績 |
| 年度             | クラブ           | 背番号           | リーグ           | リーグ戦         | リーグ戦         | リーグ杯         | リーグ杯         | オープン杯       | オープン杯       | 期間通算         | 期間通算         |
| 年度             | クラブ           | 背番号           | リーグ           | 出場             | 得点             | 出場             | 得点             | 出場             | 得点             | 出場             | 得点             |
| 日本             | 日本             | 日本             | 日本             | リーグ戦         | リーグ戦         | リーグ杯         | リーグ杯         | 天皇杯           | 天皇杯           | 期間通算         | 期間通算         |
| ---------------- | ---------------- | ---------------- | ---------------- | ---------------- | ---------------- | ---------------- | ---------------- | ---------------- | ---------------- | ---------------- | ---------------- |
| 2008             | 仙台             | 33               | J2               | 12               | 3                | -                | -                | 0                | 0                | 12               | 3                |
| 通算             | 日本             | 日本             | J2               | 12               | 3                | -                | -                | 0                | 0                | 12               | 3                |
| 総通算           | 総通算           | 総通算           | 総通算           | 12               | 3                | 0                | 0                | 0                | 0                | 12               | 3                |

その他の公式戦
- 2008年
  - J1・J2入れ替え戦 2試合1得点

## 代表歴
- U-23ブラジル代表
  - 2003年 CONCACAFゴールドカップ 準優勝

### 試合数
- 国際Aマッチ 2試合（2003年）[3]

| ブラジル代表 | 国際Aマッチ | 国際Aマッチ |
| 年           | 出場        | 得点        |
| ------------ | ----------- | ----------- |
| 2003         | 2           | 0           |
| 通算         | 2           | 0           |

## タイトル
ECヴィトーリア
- コパ・ド・ノルデスチ：1回（2003）
- カンピオナート・バイアーノ：2回（2003、2009）

水原三星ブルーウィングス
- Kリーグ：1回（2004）
- 韓国リーグカップ：2回（2005、2008）
- 韓国スーパーカップ：1回（2005）
- A3チャンピオンズカップ：1回（2005）

スポルチ・レシフェ
- カンピオナート・ペルナンブカーノ：1回（2010）

個人
- コパ・ド・ノルデスチ得点王：1回（2003）
- バイーア州選手権得点王：1回（2003）（7ゴール）
- Kリーグ年間MVP：1回（2004）
- A3チャンピオンズカップMVP：1回（2005）
- A3チャンピオンズカップ得点王：1回（2005）（6ゴール）